# شهرستان هیلزبرو (فلوریدا)
شهرستان هیلزبرو، فلوریدا (به انگلیسی: Hillsborough County, Florida) یک سکونتگاه مسکونی در ایالات متحده آمریکا است که در فلوریدا واقع شده‌است.

## خصوصیات
شهرستان هیلزبرو ۳٬۲۷۸٫۹۴ کیلومترمربع مساحت دارد.

## نگارخانه

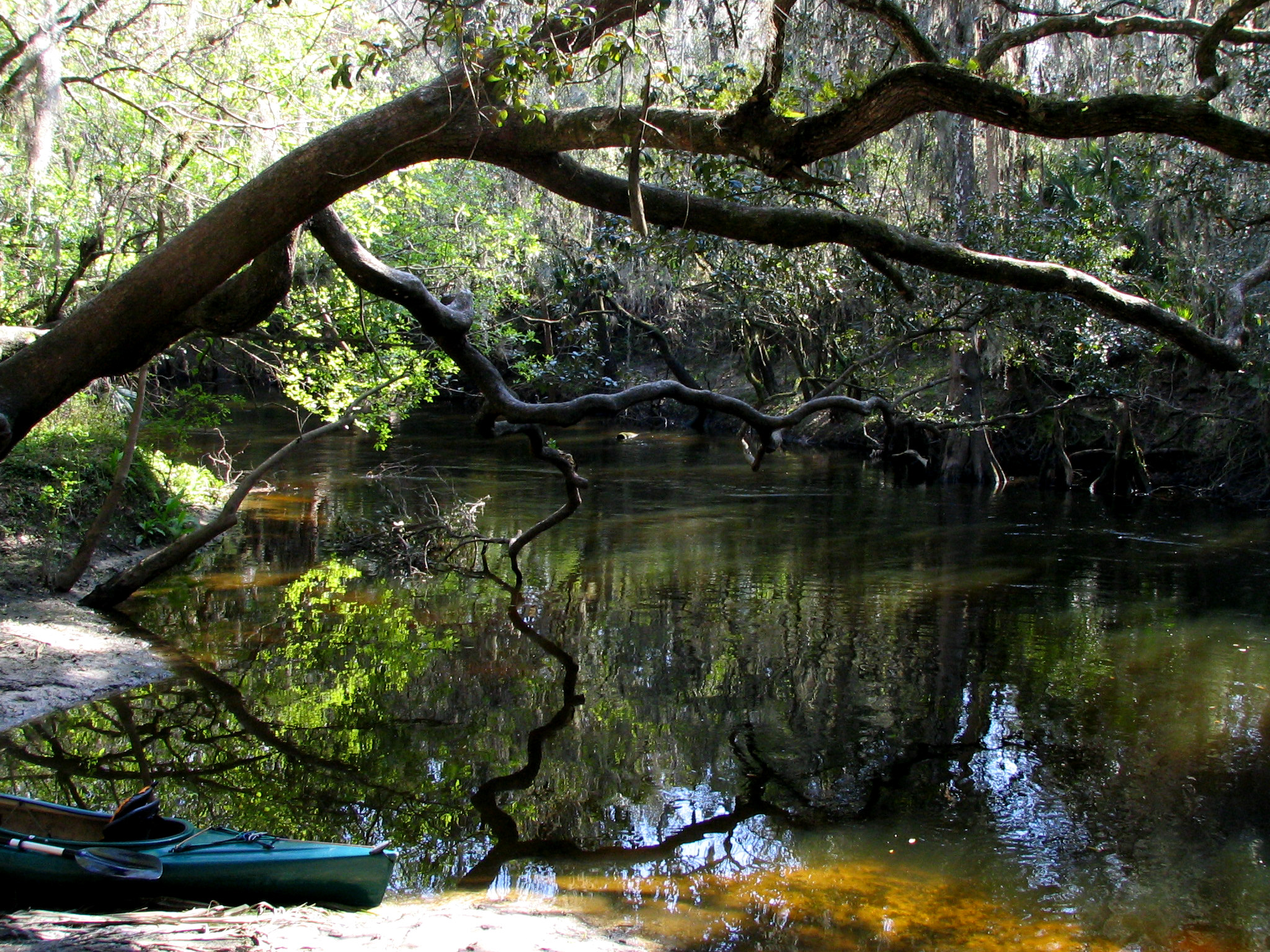
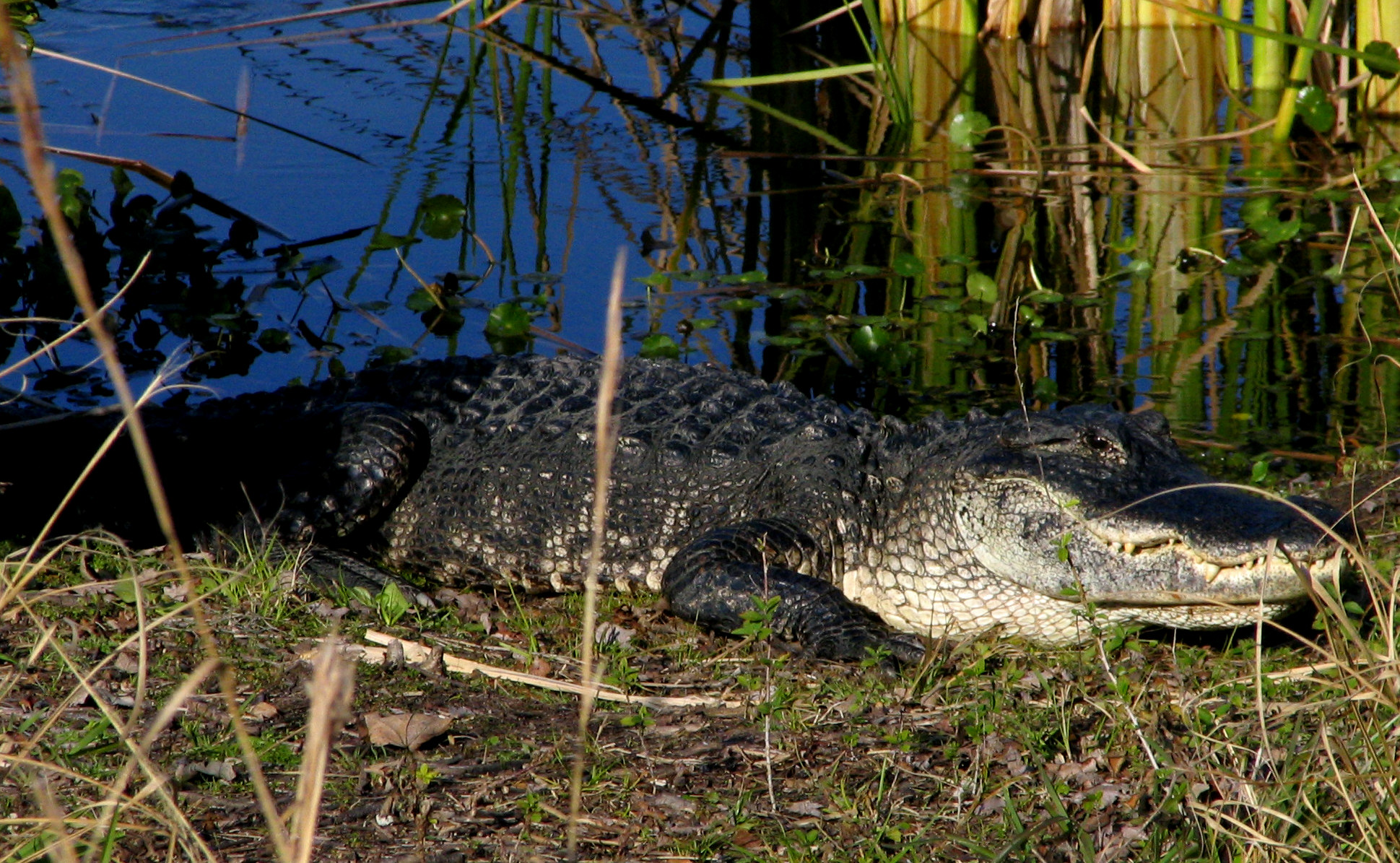
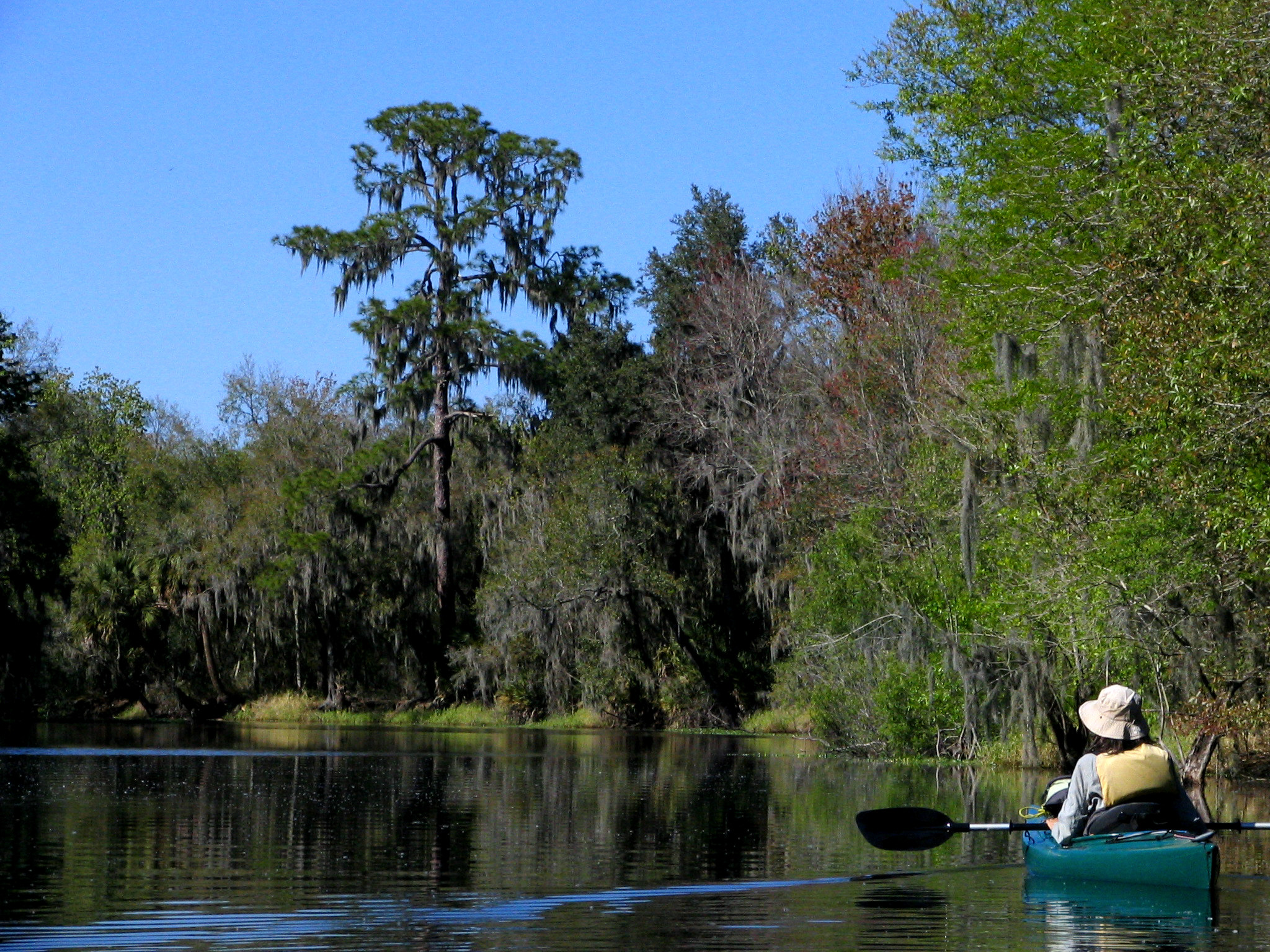
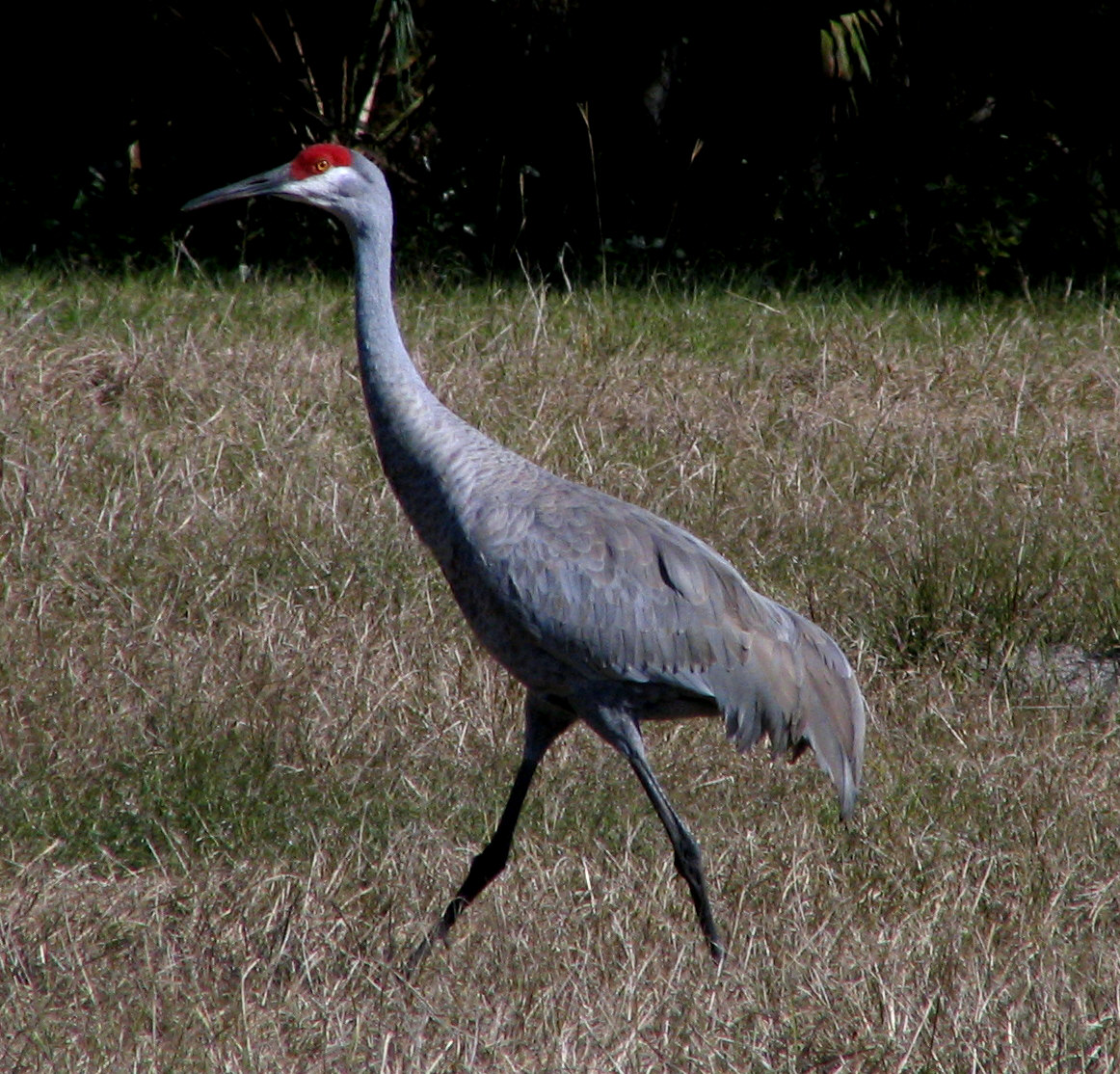
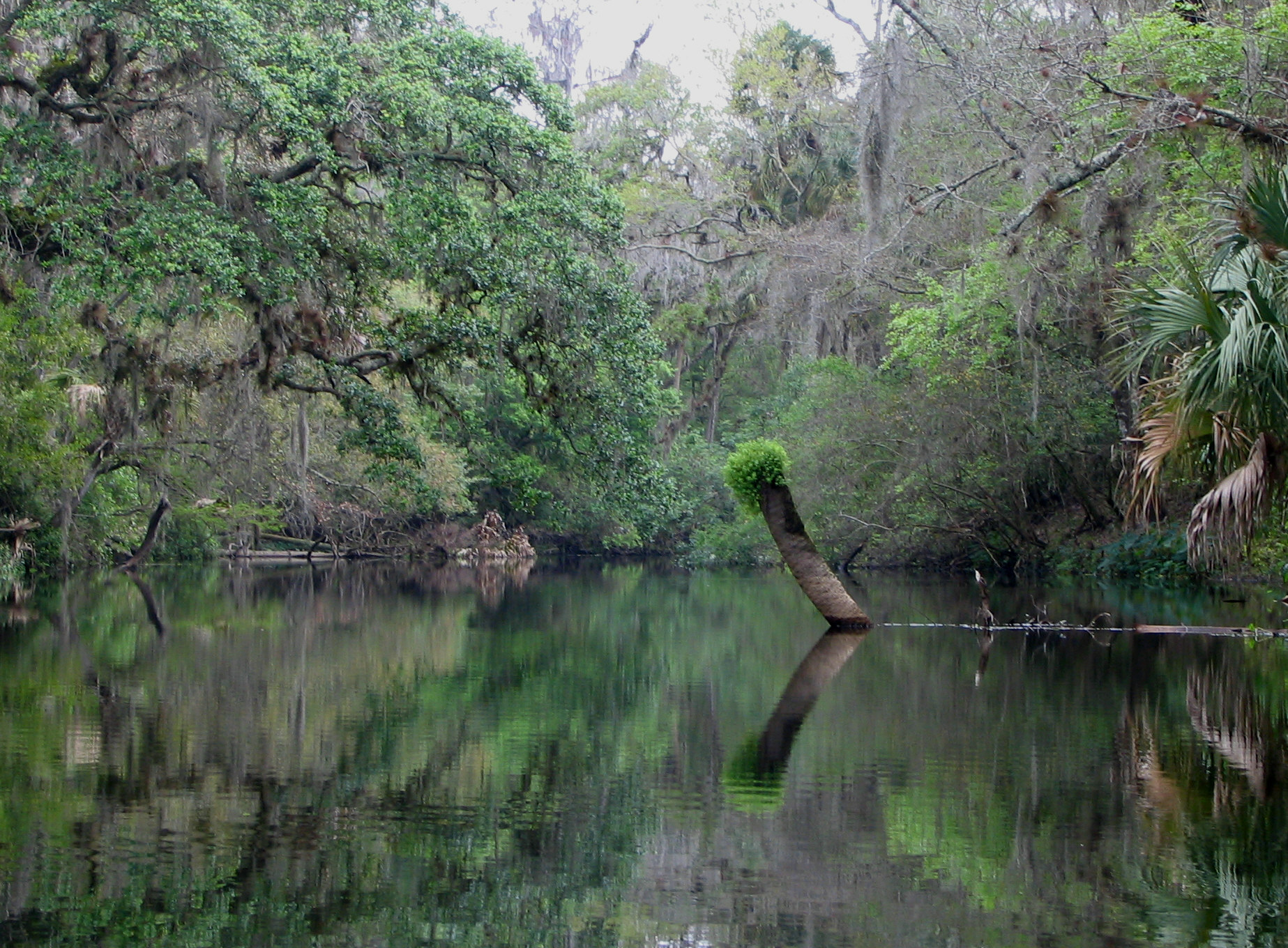